# Bhiwani (distrikt)
Bhiwani (bengali: ভিওয়ানি, hindi: भिवानी) är ett distrikt i Indien.   Det ligger i delstaten Haryana, i den norra delen av landet, 100 km väster om huvudstaden New Delhi. Antalet invånare är 1 634 445.
Följande samhällen finns i Bhiwani:
- Bhiwāni
- Charkhi Dādri
- Siwāni
- Toshām
- Lohāru
- Mandholi Kalān